# Deadwind
Deadwind (Karppi) est une série télévisée finlandaise composée de trois saisons, créée par Rike Jokela, Jari Olavi Rantala, Kirsi Porkka et diffusée depuis le 14 mars 2018 sur Yle TV2.
En France, la première saison est diffusée sur la chaîne Canal+ puis sur la plate-forme Netflix.

## Synopsis
Une inspectrice de police, Sofia Karppi, reprend son travail après avoir perdu son mari quelques mois auparavant. Son commissaire, Koskimäki, lui adjoint un jeune homme, Sakari Nurmi, alors qu'elle est plutôt solitaire. Ils enquêtent sur le meurtre d'une jeune femme, Anna Bergdahl. Ancienne championne de natation, mariée à un chauffeur de taxi, elle accompagnait des délinquants sortis de prison. Elle conseillait également l'entreprise Tempo, dirigée par Alex Hoikkala, qui envisage de construire un nouveau quartier doté d'éoliennes. Karppi et Nurmi auront du mal à retracer ce qu'a fait Anna pendant ses dernières heures.

## Distribution
- Pihla Viitala : Sofia Karppi
- Lauri Tilkanen : Sakari Nurmi
- Jani Volanen : Usko Bergdahl
- Pamela Tola : Anna Bergdahl
- Eedit Patrakka : Armi Bergdahl
- Elsa Brotherus : Isla Bergdahl
- Tommi Korpela : Alex Hoikkala
- Pirjo Lonka : Julia Hoikkala
- Riku Nieminen : Roope Hoikkala
- Jonna Järnefelt : Linda Hoikkala
- Raimo Grönberg : Tapio Koskimäki
- Mimosa Willamo : Henna Honkasuo
- Noa Tola : Emil Karppi
- Mikko Nousiainen : Jarkko Vaahtera
- Marjaana Maijala : Maria Litma
- Tobias Zilliacus : Rannikko
- August Wittgenstein : Andreas Wolf
- Ville Myllyrinne : JP
- Vera Kiiskinen : Raisa Peltola
- Kari Hietalahti : Louhivuori
- Antti Virmavirta : Lennart
- Ylermi Rajamaa : Kiiski
- Antti Reini : Stig Olander
- Eero Ritala : Leo Rastas
- Juhani Niemelä : Paavali Pusenius
- Eero Milonoff : Jyränkoski
- Manuela Bosco : Filippa

## Production

### Fiche technique
- Titre original : Karppi
- Titre international : Deadwind
- Création : Rike Jokela, Jari Olavi Rantala, Kirsi Porkka
- Réalisation : Rike Jokela
- Scénario : Kirsi Porkka
- Photographie : Anssi Leino
- Montage : Jussi Lehto
- Musique : Juri Seppä
- Production : Riina Hyytiä, Jojo Uimonen
- Sociétés de distribution :
- Pays d'origine : Finlande
- Langue originale : finnois, anglais, allemand
- Format : couleur - 16/9
- Genre : Drame, policier, thriller
- Durée : 45 minutes

## Épisodes

### Première saison (2018)
La première saison compte douze épisodes :
1. Le deuil / La veuve (Leski)
2. L'after / La fête (Juhlat)
3. Adultère / Âme charitabe (Maailmanparantaja)
4. Enlèvement / L'enlèvement (Kaappaus)
5. En eaux troubles / Le frère(Veli)
6. L'alliance / Crise de croissance (Kasvukipuja)
7. Le retour / Racines (Juuret)
8. Entrave / Thérapie (Terapiaa)
9. Le bon Samaritain / Bons samaritains(Hyväntekijä)
10. En solo / Sans les autres (Yksin)
11. Le vote /  Ecchymoses(Ruhjeita)
12. Le commencement / Le commencement (Alku)

### Deuxième saison (2020)
La deuxième saison compte huit épisodes(2ème titre = titre sur Netflix) :
1. Les yeux bandés / Le murmure des étoiles (Tähtien kuiskailua)
2. Sur les traces de l'assassin / Le Meelika (Meelika)
3. La justice / Thémis (Oikeuden jumalatar)
4. L'enlèvement / L'échange (Vaihtokaupat)
5. Sous terre / Paldiski (Paldiski)
6. Le fond du trou / Disparitions (Kadonneet)
7. Traqués / Mayday (Mayday)
8. Les coupables / Eaux sombres (Mustaa vettä)

### Troisième saison (2021)
La troisième saison compte huit épisodes (2ème titre = titre sur Netflix) :
1. Scarification / La cage (Häkki)
2. Lobotomie / Au secret (Takahuone)
3. Complications / le container (Kontti)
4. Laura / Kos (Kos)
5. Le pendentif / Kansas (Kansas)
6. Les routes de la foile / La route (Tie)
7. La libellule / Une clé USB(Muistitikku)
8. À bout portant / Dans les ruines (Rauniot)

## Accueil

### Réception critique
Pour la rédaction de Rolling Stone, « Deadwind pourrait se voir reprocher un manque d’ambition, voire amener à s’impatienter devant son classicisme dans la narration − renforcé par le jeu des acteurs assez neutre −, loin de ces autres séries scandinaves (The Killing est celle qui vient tout de suite à l’esprit) dont elle s’inspire manifestement. On se laisse pourtant prendre au jeu ».